# Тегеранский метрополитен
Тегеранский метрополитен (перс. متروی تهران‎) — система линий метрополитена в Тегеране. Первая система метро в Иране. Тегеранский метрополитен открыт в 1999 году, и в настоящее время (2025) состоит из 7 линий, общая длина которых превышает 292,1 км. Ведётся строительство ещё двух линий. Метро соединяет Тегеран с крупным городом-спутником Кередж.

## История
Первый проект метро в Тегеране был предложен до Исламской революции 1979 года. В 1970 году муниципалитет Тегерана объявил международный тендер на строительство метро в городе. Французская компания SOFRETU, дочерняя компания парижской государственной RATP, выиграла тендер и в том же году начала осуществлять предварительные стадии проекта. В 1974 году окончательный отчёт, также называемый «уличное метро», был представлен муниципалитету. Система уличного метро предполагала дорожную сеть с петлёй в центральной части города, 2 хайвея для новых городских кварталов и систему метро с восемью линиями, дополненную автобусной сетью и такси. Геологические исследования начались в 1976 году. В 1978 году началось строительство первой линии на севере Тегерана французской компанией. Строительство было прервано из-за революции 1979 года и начала ирано-иракской войны. Компания SOFRETU прекратила свою деятельность в Иране в декабре 1980 года. 3 марта 1982 года иранский кабинет министров формально заявил об остановке строительства тегеранского метро французской компанией.
В 1985 году «План строительства Тегеранского метро» был снова одобрен Меджлисом (Иранским парламентом) в основном законопроекте «Поправка к закону об учреждении тегеранского метро и пригородной железнодорожной компании». Компания была основана в апреле 1985 года. Это было продолжение проекта, начатого до революции, его точная копия. Работы велись медленно из-за ирано-иракской войны и часто приостанавливались.
К лету 1985 года давление быстро растущего населения города и недостаточное развитие общественного транспорта убедительно показывали важность проекта. Линия 1 (от бульвара Шахида Аятоллы Хагхани к городу Рей) и её продолжение к кладбищу Бехеште Захра было сделано приоритетным. Линия 2 (от Дардешта до Площади Содегийе) и продолжение до пригорода Карадж и района Мехршехр было объявлено вторичным. Исследования также велись для прокладки линий 3 и 4. Было решено передать строительство и эксплуатацию метро компании «Метро».
Начиная с этой стадии, компания «Метро» управлялась Асгаром Ибрагими-Аслом на протяжении 11 лет. В течение этого времени на систему метро были потрачены сотни миллионов долларов США, компания получила от правительства разрешение на разработку шахты железной руды в Бендер-Аббасе (провинция Хормозган), эксплуатацию и продажу шахты Моган Диотомит в провинции Восточный Азербайджан, экспорт очищенных остатков с
исфаханского маслоочистительного завода и смолы с исфаханского сталелитейного завода. На следующий год после ухода из компании Ибрагими-Асла и назначения на пост председателя Мохсена Хашеми, была запущена первая линия тегеранского метро между Тегераном и Караджем.
7 марта 1999 года наземный Тегеран-Караджский экспресс начал работу в ограниченном режиме на отрезке пути в 31,4 км между площадью Азади (Тегеран) и Малард (Карадж). Линия была построена китайской компанией NORINCO. С 2000 года началось коммерческое использование 1 и 2 линии. Вагоны на этих линиях были собраны компанией CNTIC. За железнодорожное полотно отвечала австрийская компания VOEST ALPINE. Метро использует оборудование целого ряда международных компаний: двухъярусные пассажирские вагоны на ветке Тегеран-Карадж поставлялись CNTIC и собирались на фабрике в Эраке.
Приблизительно 1 миллиард долларов США был потрачен на проект. Полностью действующие 1-я и 2-я линии тегеранского метро, как ожидается, будут перевозить 2 миллиона пассажиров.
| Линия | Маршрут                             | Открытие | Длина    | Количество станций |
| ----- | ----------------------------------- | -------- | -------- | ------------------ |
| 1     | Мирдамад ↔ Хараме-мотахар           | 2001     | 86.9 км  | 32                 |
| 2     | Университет Эльм-о-Санат ↔ Содегийе | 2000     | 24.6 км  | 22                 |
| 3     | Нобоняд ↔ Азадеган                  | 2012     | 33.7 км  | 25                 |
| 4     | Дарвазе Довлат ↔ Дарвазе Шемиран    | 2008     | 24.4 км  | 23                 |
| 5     | Гольшахр ↔ Содегийе                 | 1999     | 67.5 км  | 13                 |
| 6     | Шахри-Рая ↔ Джомхури                | 2019     | 32.5 км  | 24                 |
| 7     | Бульвар-э-Пахеджад ↔ Хиябан-э-Рей   | 2017     | 22.5 км  | 21                 |
|       |                                     | Всего:   | 292.1 км | 160                |

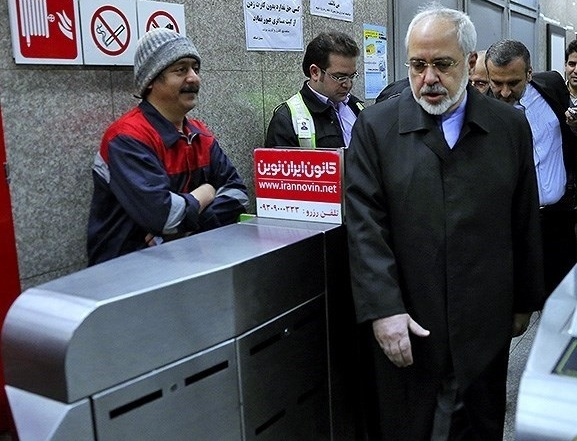
Турникет
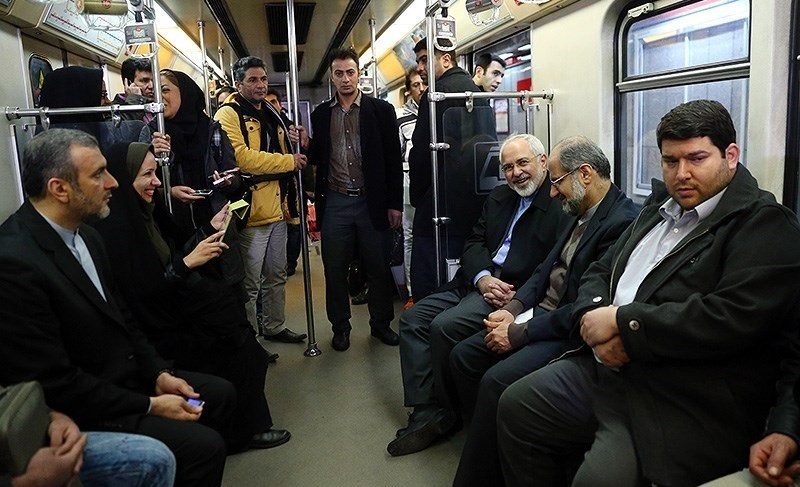
Вагон метро
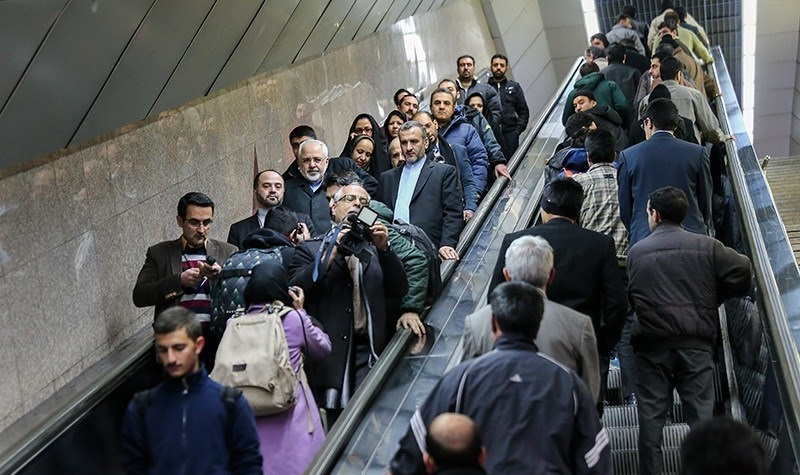
Эскалаторы
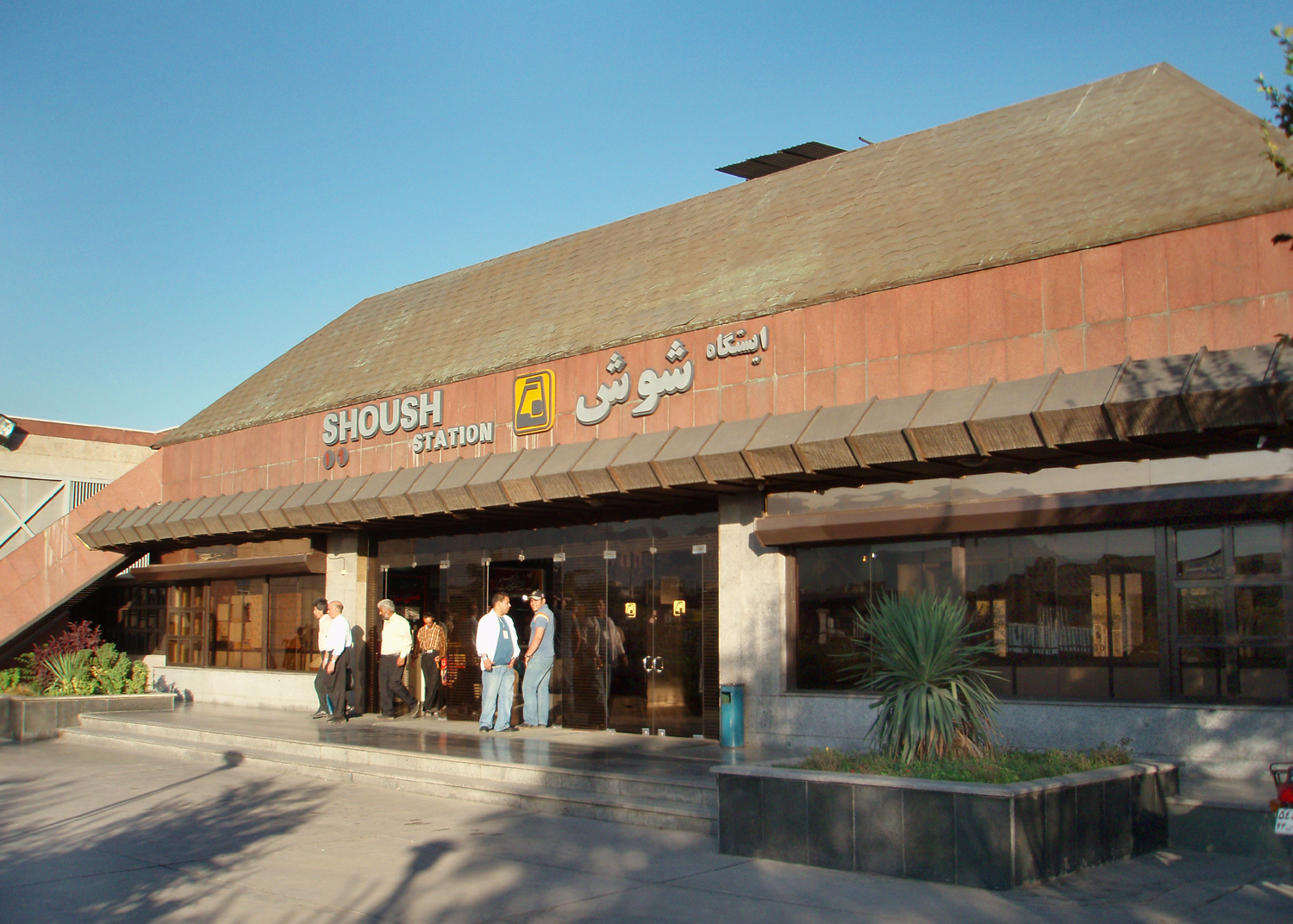
Наземный вестибюль станции «Шуш»

## Оплата

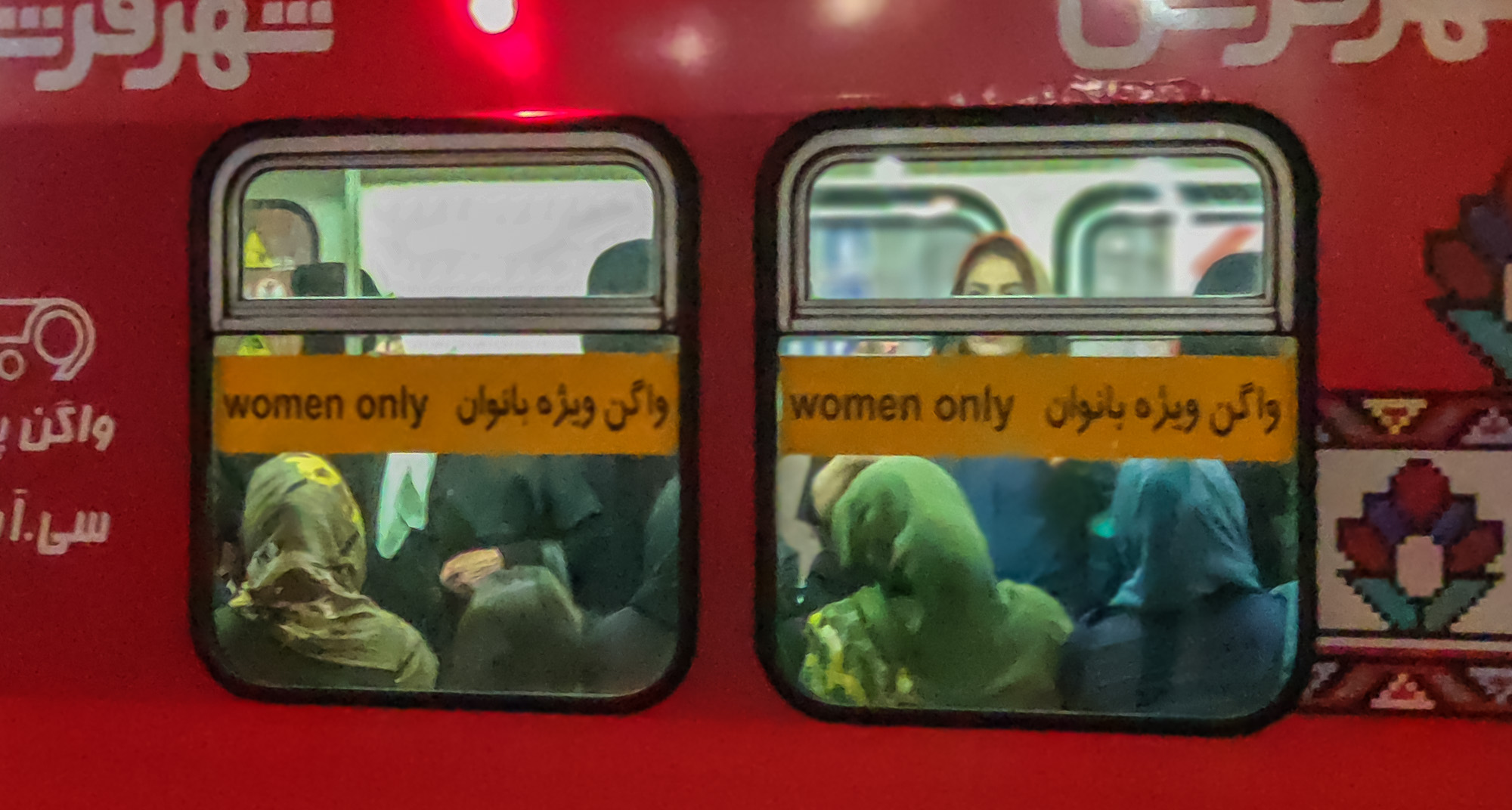
Знак «women only» на специальных вагонах для женщин в Тегеранском метро

Оплата проезда осуществляется при помощи магнитных билетов и пластиковых карт. Билеты могут быть на несколько поездок либо на определённое время без ограничения числа поездок.
Стоимость разового билета — 2500 риалов.
Стоимость абонементов «на количество поездок»:
- 2 поездки — 4500 риалов
- 10 поездок 10 000 риалов
- 1 день — 4000 риалов
- 3 дня — 8000 риалов
- Неделя — 15 000 риалов

Стоимость абонементных билетов «на длительный срок»:
- На месяц — 45 000 риалов
- На 3 месяца — 110 000 риалов
- На 6 месяцев — 180 000 риалов
- На год — 280 000 риалов

Билет на 2 поездки
Билет на 1 день
Бесконтактная карта

## Правила и особенности
В поездах есть несколько вагонов для женщин, которые совершают поездку без сопровождения мужчин или не хотят ехать вместе с мужчинами в одном вагоне.

## Подвижной состав
Изначально подвижной состав должен был быть представлен вагонами серии 81-717.5/714.5 производства ЛВЗ им. И. Е. Егорова (с 1990 по 2013 годы — ЗАО «Вагонмаш»), в 1995 году часть заказанных вагонов была собрана, однако тендер на их поставку сорвался, и часть этих вагонов эксплуатируются в Москве на Люблинско-Дмитровской линии. Подвижной состав самого же метрополитена представлен вагонами китайского производства, сделанными к открытию в 1999 году.